# Анджей Вільмовський
Анджей Вільмовський (пол. Andrzej Wilmowski) — вигаданий персонаж, головний герой серії книг Альфреда Шклярського про пригоди Томека Вільмовського та його друзів. Він є батьком головного героя серії.

## Вигаданий життєпис
Анджей Вільмовський був географом. Однак через переслідування за «підпільне викладання» та видавничу діяльність, яка була заборонена в Російській імперії, йому довелося покинути територію сучасної Польщі. Через два роки після його від'їзду померла дружина, з якою він мав сина Томека. В еміграції Анджей Вільмовський став мисливцем, ловив і доставляв диких тварин до зоопарків. Він працював разом зі своїми друзями Яном Смуґою і Тадеушем Новицьким. Як і його прототип, батько Альфреда Шклярського, тривалий час був позбавлений контакту з сином.
У книгах Шклярського підкреслюється патріотизм Вільмовського. Як і Томек та Ян Смуґа, Анджей Вільмовський також вирізняється великими знаннями енциклопедичного характеру. Крім того, йому притаманні мужність і самоконтроль, а також небажання виявляти емоції. Він також турботливий, хоча і досить суворий батько.
Від'їзд Томека з Варшави та спільна з батьком мисливська експедиція до Австралії є головною темою першого тому пригодницької серії Томека — книги «Томек у країні кенгуру».
Прототипом персонажа став батько Альфреда Шклярського, якого також звали Анджей (активіст ПСП), а мисливець на диких тварин був частково змодельований з діда письменника (січневого повстанця).